# ابن مهران
أبو بكر ابن مِهْران الأصبهاني النيسابوري، ولد سنة 295هـ، عالم مسلم، وتربى على طلب العلم منذ الصغر، ورحل إلى مختلف البلدان للأخذ عن العلماء والقراء، فقرأ على أبي علي الصفار، وابن بويان، وابن مقسم، وأبي بكر النقاش، وأخذ عن ابن خزيمة وغيره.

## السيرة
هو أبو بكر أحمد بن الحسين بن مِهْران الأصبهاني الأصل النيسابوري المسكن، مصنف (الغاية في القراءات) ولد سنة خمس وتسعين ومائتين، نشأ ابن مِهْران في بيت علم وفضل، وبلد العلماء والأعيان، كما رحل إلى مختلف البلدان لطلب العلم والأخذ عن أكابر العلماء، والقراءة عليهم في سن مبكرة.
برع في القراءة والإقراء، وقرأ عليه الأكابر، وأصبح مقصدًا لطلبة العلم، وحفَّاظ القرآن، وطالبي رواية حديث رسول الله صلى الله عليه وسلم، وقد ذاع صيته بين الناس وانتشر، فكان ممن أخذ عنه: محمد الكنجروذي، الفقيه الأديب النحوي الطبيب مسند خراسان، وأبو بكر الفارسي، ومهدي بن طراره، والصيرفي، والثعلبي، وغيرهم.
وسمع أحمد بن محمد الماسرجسي، وابن خزيمة، وأبا العباس السراج، ومكي بن عبدان، وجماعة.
وتلا بالعراق على زيد بن أبي بلال، وأبي الحسين بن بويان، وأبي بكر النقاش، وأبي عيسى بكار، وابن مقسم، وبدمشق على أبي الحسن محمد بن النضر الأخرم.
روى عنه: الحاكم، وابن مسرور، وأبو سعد الكنجروذي، وعبد الرحمن بن عليك، وأبو سعد أحمد بن إبراهيم المقرئ، وتلا عليه مهدي بن طرارة، وطائفة.
قال الحاكم: كان إمام عصره في القراءات، وكان أعبد من رأينا من القراء، وكان مجاب الدعوة، انتقيت عليه خمسة أجزاء، وقرأت عليه ببخارى كتاب «الشامل» له في القراءات، توفي في شوال سنة إحدى وثمانين وثلاث مائة.
وله إسهامات في فنون شتى، فألف في القراءات: المبسوط والغاية، وفي الوقف والابتداء، وفي التوجيه والعلل.
أثنى عليه القراء واللغويون والفقهاء، وترجموا له، ونقلوا من كتبه، واستفادوا منه، توفي سنة 381هـ.

## شيوخه
تتلمذ على كبار شيوخ عصره، ومن أبرزهم:
1. محمد بن أحمد بن حامد أبو علي الصفَّار، قرأ عليه القرآن من أوله إلى آخره، بقراءة ابن كثير.
2. ابن خزيمة محمد بن إسحاق بن خزيمة السلمي، إمام حافظ، محدّث، فقيه، وهو صاحب تصانيف، كان يضرب به المثل في سعة العلم والإتقان.
3. محمد بن محمد بن أحمد بن مرثد أبو بكر التميمي البخاري، شيخ مقرئ متصدر.
4. محمد بن الحسن بن محمد بن زياد بن هارون أبو بكر النقاش، المقرئ المفسِّر، كان إمام أهل العراق في القراءات والتفسير.
5. محمد بن النضر بن مر، أبو الحسن ابن الأخرم الربعي الدمشقي، وكان عارفاً بعلل القراءات، بصيرًا بالتفسير والعربية، وارتحل إليه الناس.
6. علي بن محمد بن جعفر بن أحمد بن خليع أبو الحسن البجلي البغدادي، الخياط، القلانسي، وهو مقرئ ضابط ثقة.
7. زيد بن علي بن أحمد بن محمد بن عمران بن أبي بلال، أبو القاسم العجلي الكوفي، شيخ العراق، وهو إمام حاذق ثقة.
8. محمد بن الحسن بن المقسم.
9. أحمد بن عثمان بن محمد بن جعفر بن بويان.
10. أحمد بن محمد أبو الحسن المؤدب.

## تلاميذه ورواة القراءة عنه
كان الإمام ابن مِهْران مقصدًا لطلبة العلم، وحفَّاظ القرآن، وطالبي رواية حديث رسول الله صلى الله عليه وسلم، وقد ذاع صيته بين الناس وانتشر، وأخذ عنه كثير من الكبار، فكان ممن أخذ عنه:
1. محمد بن عبد الرحمن بن محمد، أبو سعد بن أبي بكر النيسابوري الكنجروذي، الفقيه الأديب النحوي الطبيب مسند خراسان.
2. أحمد بن محمد بن أحمد، أبو نصر السمرقندي، يعرف بالحدادي، له كتاب (الغُنية)، وكان شيخ القراء بسمرقند.
3. علي بن محمد بن عبد الله بن محمد، أبو بكر الفارسي إمام مقرئ حاذق، أخذ القراءات عرضًا وسماعًا على ابن مِهْران.
4. مهدي بن طراره، أبو الوفاء القايني، شيخ متقن حاذق، وكان من أحذق أصحاب ابن مِهْران.
5. منصور بن أحمد بن إبراهيم، أبو سفر العراقي، شيخ خراسان، أخذ القراءة عن ابن مِهْران وغيره، له تصانيف كثيرة في القراءات، منها: كتاب الإشارة، والموجز.
6. طاهر بن علي بن عصمة الصيرفي، من أوجه أصحاب ابن مِهْران، وعنده الروايات الكثيرة في القراءات.
7. أحمد بن محمد بن إبراهيم أبو إسحاق النيسابوري الثعلبي: أحد أوعية العلم، وشيخ التفسير، كان أوحد زمانه في علم القرآن، بصيرًا بالعربية.[5]

## منزلته، وثناء العلماء عليه
كان أبو بكر ابن مِهْران إمام عصره في القراءات، قرأ عليه الكبار، وكانت القراءة عليه مَيزةً للقارئ، وطريقه في القراءة مما يُتفاخر به، ولم تكن إمامته في القراءة فحسب، بل كان محدثّا، فقيهًا، لغويًّا، نحويًّا، والناظر في منصفاته وتآليفه يقف على تفننه، ويدرك مدى توسعه في العلوم والفنون.
ويكفي فيه قول الإمام الذهبي: «الإمام القدوة المقرئ، شيخ الإسلام».
وقال عنه الحاكم: «إمام عصره في القراءات وكان أعبد من رأينا من القراء، وكان مجاب الدعوة».
وهو معدود في فقهاء الشافعية أيضًا، فقد ترجم له ابن الصلاح، وقال عنه: «كان رفيع المنزلة في فنه، مصنفًّا مجيدًا في أصناف علمه».
وهو أيضًا إمام في اللغة وعلومها، ولا أدل على ذلك من تصديه لشرح كتاب سيبويه -إمام العربية وقطبها-، وقد ألف في توجيه القراءات أكثر من مصنف، كالشامل وعلل الغاية والاستعاذة بحججها، ولعل هذا ما حدا بياقوت الحموي لأن يترجم له في كتابه.
ولا غرابة في ذلك، فقد أخذ ابن مِهْران على بعض من له بصر باللغة وعناية بها، كابن الأخرم الربعي، وأبي بكر النقاش، ولكل منهما مؤلفات في توجيه القراءة والاحتجاج لها.
وله مشاركة في سائر علوم القرآن، فقد دون في الوقف والابتداء، واختلاف عدد السور، وطبقات القراء، والاستعاذة بحججها، وغير ذلك.

## آثاره ومؤلفات
ترك ابن مِهْران للأمة من بعده مصنفات، ومؤلفات عديدة ومتنوعة في مختلف العلوم، غير أن كتبه لم تصل جميعُها إلينا، إذ فُقد بعضها، وبقيت عنها إشارات أو نقولٌ في بطون الكتب التي استفادت منها، وقد كتب الله لكتبه ومصنَّفاته القبول، فانتفع بها الناس من زمنه إلى يومنا هذا. ومن أبرز تلك المؤلفات:
- كتاب الغاية في القراءات العشر.
- كتاب المبسوط في القراءات العشر، وكلاهما من الكتب التي بنى عليها ابن الجزري في النشر.
- كتاب مذهب حمزة في الهمز.
- كتاب غرائب القراءات.
- كتاب الاستعاذة بحججها.
- كتاب طبقات القراء.
- كتاب مُفْرَد حفص، وكتاب الشامل.

## وفاته
توفي ابن مِهْران يوم الأربعاء السابع والعشرين من شوال، سنة إحدى وثمانين وثلاثمائة، وله ست وثمانون سنة.